# Солтаннуха
Солтаннуха или Султан-Нуха (азерб. Soltannuxa, лезг. Султаннуха) — село в Габалинском районе Азербайджана, административный центр Солтаннухинского муниципалитета. В селе находятся остатки албанского храма.

## География
Расположено к юго-западу от районного центра Габалы недалеко от Габалинской радиолокационной станции.

## Этноним
Ойконим состоит из собственного имени «Солтан» и топонима «Нуха». По преданию село было основано выходцем из Нухи по имени Солтан.

## Население
Село Солтан Нуха ранее являлось одним из удинских сёл. А. А. Шифнер в своей работе указывал это село, где был распространён удинский язык.
Ко времени прихода русских на Кавказ в начале XIX века в селении Солтаннуха проживали семьи мусульман, которые осознавали себя уже азербайджанцами, но ещё помнили удинский язык. Основная масса удин, как и большинство остального аборигенного населения Азербайджана, вошла в состав азербайджанского народа.
По Азербайджанской сельскохозяйственной переписи 1921 года село Султан Нуха (название по источнику) с отсёлками Гюн-Батан, Гюн Даглы, Тапа-Магалла, Абдин-Магалла входившими в Султан-нухинское сельское общество населяло 421 человек, по национальности тюрки-азербайджанцы (азербайджанцы).
По материалам издания «Административное деление АССР», подготовленного в 1933 году Управлением народно-хозяйственного учёта АССР (АзНХУ), по состоянию на 1 января 1933 года Солтан-Нуха образовывала Солтан-Нухинский сельсовет Куткашенского района Азербайджанской ССР. В селе насчитывалось 807 жителей (174 хозяйства), 435 мужчин и 372 женщины. Национальный состав всего сельсовета — 71,7 % тюрки (азербайджанцы), лезгины — 20,5 %.
В начале 60-х гг. в Солтаннухе встречались двуязычные азербайджанцы-удины. В 1964 году отмечалось, что в селе Султан-Нуха живут азербайджанцы.